# Carl Rennerfelt
Carl Carlsson Rennerfelt, född omkring 1620 i Nummis i Sverige, död 22 december 1696 i Nummis i Sverige, var en svensk överstelöjtnant som tjänstgjorde i nuvarande Finland. Han adlades den 23 september 1652 i Stockholm av drottning Kristina, och fick då namnet Rennerfelt, istället för hans ursprungliga Remainen.
Rennerfelt ägde Över-Immola gård i Nummis, en gård som fungerade som Nylands dragonregementets rusthåll nummer 32. Rennerfelt är begraven i Lojo S:t Lars kyrka.

## Biografi
Carl Carlsson Remainen föddes på Över-Immola gård i Nummis 1620 och han blev alltså adlad 1652 med namnet Rennerfelt. Han var gift tre gånger. Hans första maka var Hebla Muck af Sommarnäs från Hirsjärvi gård i Somero. Paret gifte sig 1647 men hustrun avled redan 1649. Rennerfelt andra giftermål var med Anna Ekestubbe från Olkkala gård i Vichtis år 1653. Ekestubbe avled 16 år senare 1669. Den tredje och sista gången som han gifte sig var med Katarina Elisabet Schmiedelfelt från Luskala gård i Sammatti som då var en del av Karislojo socken. Hon dog 1693.
Rennerfelt utsågs till furir 1641 och deltog i Slaget vid Leipzig 1642. Rennerfelt var också med i Torstensonska kriget 1643. År 1677 blev han sedan överstelöjtnant. Han ägde Över-Immola gård i Nummis samt med Kivelä och Vanhala gårdar i Vichtis och genom äktenskap också Harju Strandgård i Somero. År 1666 belönades Rennerfelt med en förläning som omfattade två gårdar i Nousis och två gårdar i Lojo.
Rennerfelt donerade en ljuskrona till Nummis gamla kyrka 1650 och en predikstol 1660. Ljuskronan och predikstolen har senare flyttats till den nya stenkyrkan som färdigställdes 1822.
Carl Rennerfelt avled i Nummis 1696. Han är begraven i Lojo S:t Lars kyrka tillsammans med sina tre fruar. Det är fortfarande möjligt att se den gamla gravstenen på golvet, söder om altaret.